# Мулен (Алье)
Муле́н (фр. Moulins [mu.lɛ̃], окс. Molins) — город в центре Франции, префектура (административный центр) и третий по величине город департамента Алье региона Овернь — Рона — Альпы. Историческая столица герцогов Бурбонских и бывшей провинции Бурбонне. Название переводится как «мельницы». Население — 21,9 тыс. жителей.

## География
Расположен на правом берегу реки Алье. Город находится к северу от гор Центрального массива, но местность в этом районе лишь слегка холмиста. Мулен — одна из немногих коммун во Франции, части которых принадлежат к различным кантонам (кантоны Мулен-Запад и Мулен-Юг).

## История
История города Мулен тесно связана с историей герцогов де Бурбон, поскольку Мулен, начиная с 1327 года, стал столицей герцогства и зависимых территорий. Это положение длилось вплоть до 1523 года, когда произошла измена Бурбонского герцога Карла III, известного как коннетабль де Бурбон.

### Легенда о возникновении
Согласно народной легенде, сеньор де Бурбон, сбившись с пути после целого дня охоты, нашёл пристанище на мельнице, стоявшей на берегу реки Алье. Полюбив мельничиху, давшую ему приют, и чтобы впоследствии оправдать свои частые визиты, он распорядился построить на месте, где впоследствии был сооружён герцогский дворец, небольшой охотничий дом для смены лошадей и собак. Вокруг этого домика разрослось поселение, которое получило название Мельницы (фр. Moulins),.

### Начальный период
Первое документальное упоминание Мулена датируется 990 годом: в записи по случаю передачи часовни святого Петра в дар аббатству Клюни четырьмя монахами, братьями Вьоном, Ламбером, Бераром и Гийомом указано, что она находилась в поселении Molinis. Между тем берега реки Алье в этом месте были населены задолго до X века, однако до этого времени упоминалось только поселение Изёр, как в архивах, так и на местности. В 1097 году зафиксирован ещё один акт дарения, теперь уже capellam de Molinis, а в 1103 году уже ecclesiam de Molinis. Данное развитие религиозных объектов указывает на то, что поселение наращивало свою значимость стремительными темпами.
В 1232 году сеньор де Бурбон Аршамбо Великий, вслед за другими городами сеньории Бурбонне, даровал горожанам Мулена хартию вольностей, в обмен на уплату 200 ливров ежегодно. Эта хартия подтвердила права, прежде дарованные городу сеньором Аршамбо VII, зятем короля Людовика VI Толстого, отличавшегося особо сильной либеральностью к различным поселениям своего королевства. После этого жители Мулена получили возможность самостоятельно управлять своим городом: каждый год избирали четырёх консулов, совет которых возглавлял герцогский чиновник. Став вольным европейским городом, Мулен привлёк к себе множество иностранцев, в городе зародились и бурно развивались различные виды экономической деятельности. На протяжении XIII века в городе насчитывалось примерно 1000 жителей. В 1244 году был отменён ежегодный налог в 200 ливров, и вместо него был введён «налог на горожан»: все жители были обязаны выплачивать пошлину в размере от 2 до 6 солей в зависимости от своего дохода.
В 1327 году сеньория Бурбон была возведена в статус герцогства королём Франции Карлом IV Красивым. Первый герцог де Бурбон, Людовик I Великий, не жил в Мулене сколь-нибудь продолжительное время, так же, как и его сын и наследник Пьер I. Поначалу у герцогства не было определённой столицы: правящая семья, происходившая из поселения Бурбон-л’Аршамбо, попеременно проживала то в Бурбон-л’Аршамбо, то в Мулене, то в Сувиньи, то в Шантеле. Предпринятые ими в этот период строительные работы в Мулене были минимальны: в первую очередь, строительство фундамента для темницы Malcoiffée и донжона для герцогского замка; во вторую очередь, разрешение на открытие обители кармелитов, самого старого религиозного учреждения в городе.

### Столица Бурбонских герцогов
В период правления третьего герцога де Бурбон Людовика II Доброго Мулен на деле стал столицей герцогства, поскольку здесь жили герцоги и отсюда велось управление зависимыми территориями.
В период его правления и по его распоряжению в Мулене были построены больница Святого Николая, в дополнение к больнице Святого Юлиана, основанной в XIII веке, первая коллегиальная церковь Нотр-Дам, первые городские укрепления. В 1369 году он создает в Мулене рыцарский Орден Золотого щита, а в 1370 году — Орден Богородицы Чертополоха, самым знаменитым кавалером которого стал коннетабль Франции Бертран Дюгеклен. Наконец, в 1374 году он основал Счётную палату в Мулене. К 1400 году Мулен насчитывал 5000 жителей. Герцог скончался в 1410 году в Монлюсонском замке.
Ему наследовал Жан I. В 1412 году, поддержавший партию арманьяков Мулен, был осаждён бургиньонами, но осада не имела успеха. В 1429 году, когда герцог уже находился в плену в Англии, а герцогством управляла его жена Мария Беррийская, в Мулен прибыла Жанна д’Арк, получив приют в соборе Благовещения у статуи чёрной мадонны. Об этом свидетельствует мемориальная доска, недавно открытая на углу улиц rue d’Allier и rue de la Flèche.
С 1434 по 1456 годы титул герцога Бурбонского носил Карл I.

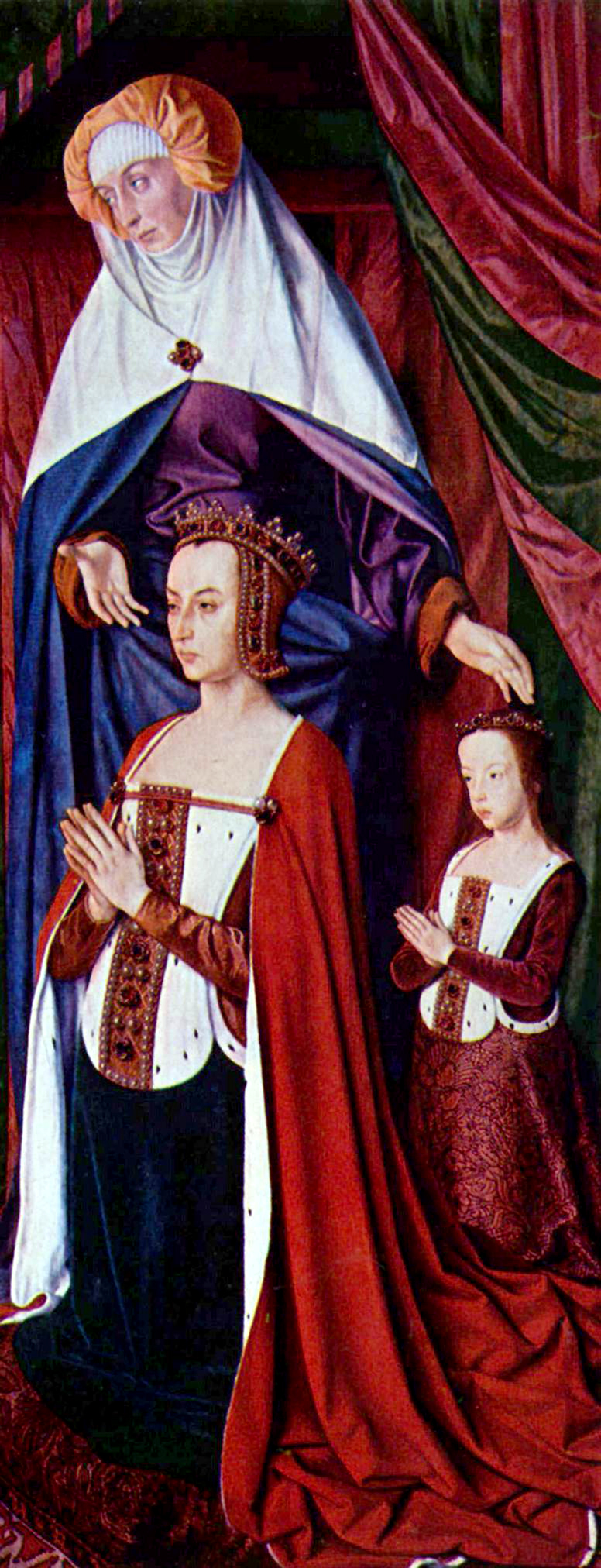
Анна Французская со своей дочерью, Сюзанной де Бурбон

Жан II, прозванный Добрым, как и свой предок, сделал много хорошего для своей столицы. В самом конце Столетней войны по его поручению в городе была построена вторая коллегиальная церковь, на замену существовавшей. Это была первая башня с часами и жакмарами. В наше время ещё есть возможность увидеть дома этой эпохи в старом центре Мулена (Hôtel Demoret, улицы rue Grenier и rue de Orfèvres). Двор герцога был очень известен своей пышностью. Ко двору тогда были приглашены известные артисты и художники, в числе которых Мишель Коломб, Жан Руанский и Франсуа Вийон в 1457 году. Скончавшись в 1488 году, герцог не оставил наследников и его преемниками стали его братья: Карл II, кардинал и архиепископ Лиона, отрёкшийся вскоре, и затем Пьер II.
Слава Мулена и могущество герцогской семьи достигли своего апогея в эпоху Пьера II, находясь под покровительством его супруги Анны Французской, которая была дочерью короля Людовика XI. Причём этому росту не помешала эпидемия чумы, точившая город с конца XV века и до середны XVI века. В городе был создан знаменитый триптих Муленского мастера, герцогиня распорядилась провести реконструкцию северного крыла герцогского дворца (в настоящее время — павильон Анны Французской), была написана книга Les enseignements d’Anne de France à sa fille Suzanne de Bourbon (Наставления Анны Французской своей дочери, Сюзанне Бурбонской). Органы управления герцогством, обновлённые и реорганизованные, насчитывали в одном только Мулене примерно 1650 чиновников. В 1494 году король Карл VIII отправился завоёвывать Неаполитанское королевство и на время своего нахождения за пределами Франции поручает управление Францией и королевским двором герцогу, который получил титул генерал-лейтенанта Французского королевства (временного заместителя короля фр. lieutenant-général du royaume. Пьер II не переехал в Париж, а остался жить в Мулене, куда временно переехала королевская семья, и Мулен таким образом стал на время «де-факто» столицей государства. Герцог вернул властные полномочия королю в 1495 году в Лионе. В 1503 году герцог скончался. Его дочь, Сюзанна, унаследовала титул герцогини де Бурбон, вплоть до своего брака в 1505 году с Шарлем де Монпансье, который стал Карлом III Бурбонским.
В годы правления Карла III Анна Французская оказывала сильное влияние на дела герцогства. В ноябре 1518 года знатные горожане Мулена избрали своим мэром Жана Шанто, секретаря вдовствовавшей герцогини. Ловкий выбор кандидатуры первого мэра, и его немедленное представление свидетельства верности перед канцлером герцогства, заставили герцогиню Анну в декабре того же года жаловать Мулену городской устав, где были закреплены права города,. Мэр, избиравшийся на 2 года, должен был следить за городскими мостовыми, мостами, надзирал за портом, за чистотой на улицах, за снабжением рынка, местным налогообложением и работой городского собрания.

### Присоединение к королевскому домену

#### XVI век: после герцогства, военное губернаторство, фискальный округ

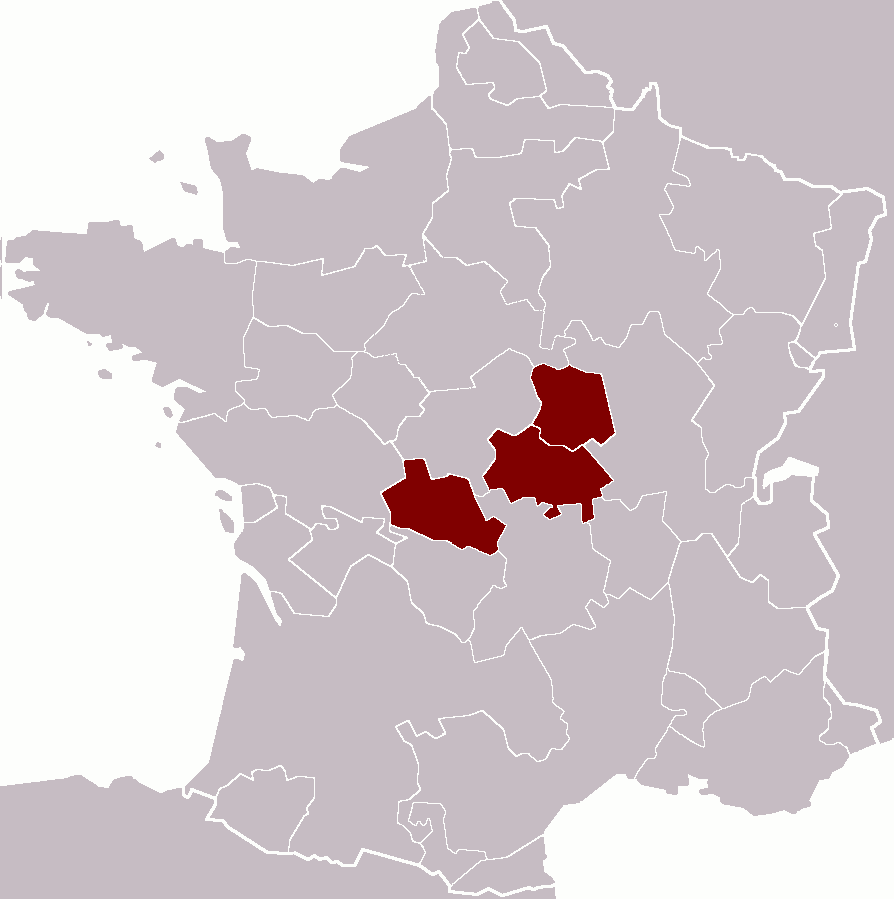
Муленский фискальный округ

В 1523 году коннетабль де Бурбон, Карл III, предал короля Франции Франциска I, встав на сторону императора Священной Римской империи Карла V. В результате был наложен секвестр на все его владения — Бурбонне, графство Форе, Marche, Овернь и прочее. В результате судебного процесса, начатого в 1527 году и законченного в 1531 году, всё имущество было конфисковано французской короной. Мулен лишился своего столичного статуса. Его Счётная палата была распущена в 1532 году, её архивы были переданы в парижскую Счётную палату. Тем временем, в силу территориальных претензий, которые имела к Бурбонне мать короля, король Франциск I стремился объявить именно Мулен административным центром данной королевской провинции. Был назначен Губернатор Бурбонне; первым губернатором стал в 1531 году Джон Стюарт, герцог Олбани. В 1548 году именно в Мулене был заключен брак между Жанной д’Альбре, наследницей королевства Наварры, и Антуаном де Бурбон, герцогом де Вандом. В 1551 году город принял у себя Гражданский и уголовный суд фр. Présidial, чья значимость выросла после ликвидации подобного суда в Монлюсоне в 1657 году; в 1587 году город принял у себя администрацию Муленского фискального округа, в котором были объединены Бурбонне, Ниверне и Марш. После смерти короля Франции Генриха II в 1559 году, Бурбонне переходило в качестве наследства королевам Франции после умерших мужей, и это продолжалось вплоть до 1659 года. В 1587 году король Франции Генрих III в знак благодарности за то, что Мулен сохранил ему верность в период волнений в королевстве, задумал разместить в нём Парламент; но этот проект был сорван из-за памфлета Remontrances très humbles contre l’établissement demandé d’un Parlement à Moulins.
Начиная c 22 декабря 1565 года и до 23 марта 1566 года в Мулене находился король Франции Карл IX вместе со своим двором. Это была самая длительная остановка короля в ходе его Великой поездки по Франции. Во время этой остановки будущий король Генрих III стал герцогом Бурбонским в феврале 1566 года и там был выпущен Муленский эдикт. Этот эдикт регламентировал принципы королевского домена, и его иногда рассматривают как исторический источник французского публичного права.
Рост численности населения Мулена не замедлялся, и в 1536 году была возведена вторая укреплённая городская стена для защиты всех пригородов, расположенных за первой городской стеной эпохи герцога Людовика II. В июне 1562 года, в начале религиозных войн, гугеноты попытались овладеть Муленом, чтобы уплотнить сеть укреплений, находящихся в их руках. Возглавляемые Франсуа Понсена (фр. François Poncenat) и Сен-Обаном, гугеноты осадили городские укрепления, которые оборонялись под руководством Жана де Марконе (фр. Jean de Marconnay), сеньора де Монтаре. Протестанты отступили, столкнувшись с сопротивлением горожан и узнав о численности войск, отправленных губернатором Невера для губернатора Мулена. Эти события вызвали жёсткие ответные действия на прилегающих равнинах: все, кто поддержал гугенотов или имел такую возможность, были истреблены.
После убийства в 1589 году короля Франции Генриха III его вдова, королева-консорт Луиза Лотарингская, не желая жить в обременённом долгами замке Шенонсо, переехала в замок Мулен, где и умерла в 1601 году.

#### XVII век: Контрреформация и абсолютизм
После Тридентского собора в ходе движения контрреформации в Мулене было открыто большое количество обителей и монастырей. До 1600 года в городе существовало три религиозных учреждения, а к концу этого столетия их было уже 13: орден кармелитов (1352 год), монашеский орден доминиканцев (1515 год), женский орден клариссинок (1521 год), орден капуцинов (1601 год), орден августинцев (1615 год), орден урсулинок (1616 год), орден визитанток (1616 год), орден минимов (1621 год), орден картезианцев (1622 и 1660 годы), орден бернардинцев (1649 год), орден Дочерей Креста (1682 год). В 1604 году специальной грамотой король Генрих IV разрешил открыть коллеж иезуитов. И наконец, в 1641 году в Мулене умирает Жанна де Шанталь, основательница женского католического ордена визитанток.

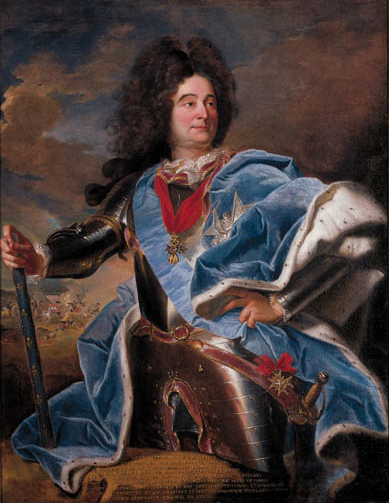
Полководец, уроженец Мулена, Клод Луи Гектор де Виллар

С начала XVII столетия во Франции начали ощущаться первые признаки абсолютизма и Мулен стал местом ссылки. 18 ноября 1632 года Мария-Феличия дез Юрсен, супруга герцога Генриха II де Монморанси, только что казнённого в Тулузе по обвинению в оскорблении королевского величества, прибыла в Мулен, где была задержана в старом герцогском дворце. Вскоре она была отпущена на свободу и в 1634 году поселилась в обители визитанток в Мулене. Она стала монахиней этой конгрегации в 1641 году (в тот же год, когда в этом муленском монастыре умерла основательница монашеского ордена Жанна де Шанталь). Она добилась возведения усыпальницы, по соседству с монастырём, куда перевезли остатки её мужа и где похоронили впоследствии её саму. После опалы суперинтенданта финансов Николя Фуке, его вторая супруга Мари-Мадлен Кастильская вместе с семейством, была отправлена в изгнание сначала в Монлюсон, затем в Мулен и, наконец, в Сувиньи. В 1653 году в Мулене родился Клод Луи Гектор де Виллар, назначенный в 1733 году Главным маршалом лагерей и армий короля. Его отец, Пьер де Виллар, находился здесь в ссылке (из-за своего брака он попал в немилость к военному министру Лувуа) у тётушки своей жены мадам де Сен-Жеран, супруги генерал-губернатора Бурбонне Жан-Франсуа де Лагиша.
В Мулене в 1670 году родился ещё один известный французский полководец, Джеймс Фитцджеймс, ставший впоследствии маршалом Франции.
На протяжении XVII столетия численность населения Мулена продолжала расти и стала развиваться промышленность. По мере расширения речного судоходства стали обживаться берега Алье. Настали славные времена для фабрики ножевых изделий и оружейной индустрии в Мулене. Первая фабрика разорилась после Французской революции, поскольку высшего общества больше не существовало, вторая была закрыта после появления огнестрельного оружия. Из газеты Жана Эруара (фр. Jean Héroard), личного врача дофина, а затем и короля Франции Людовика XIII, мы узнаём, что в 1603 году город Мулен преподнёс в дар дофину, которому было 2 года, его первые доспехи. В эпоху правления Генриха IV в Мулене, как и во всей Франции, стала развиваться индустрия шелководства. И, наконец, на протяжении второй половины столетия были выполнены работы по благоустройству города, наиболее примечательными из которых стало обустройство дворов Берси и Дакин.
22 апреля 1654 года король Людовик XIV изменил основания допуска в муниципальный совет под предлогом «устранения сговора и интриг, отмеченных в последние несколько лет в городе Мулен при выборе мэра». В результате возможность заседать в совете была дана только знатным лицам. Своим эдиктом от августа 1692 года король, с целью пополнения казны и финансирования военных операций, образовал пожизненные должности мэров, которые было необходимо покупать. В 1693 году Бернар де Шамфо купил пост пожизненного мэра Мулена за 44000 ливров. В 1705 году был восстановлен принцип избираемости мэров, однако, чтобы получить право избрать своего мэра, города должны были уплатить пошлину в казну и выплатить денежное возмещение пожизненному мэру. В 1712 году господин де Шамфо полностью покрыл свои издержки и был замещён избранным мэром, господином Верненом.

#### XVIII век: Французская революция

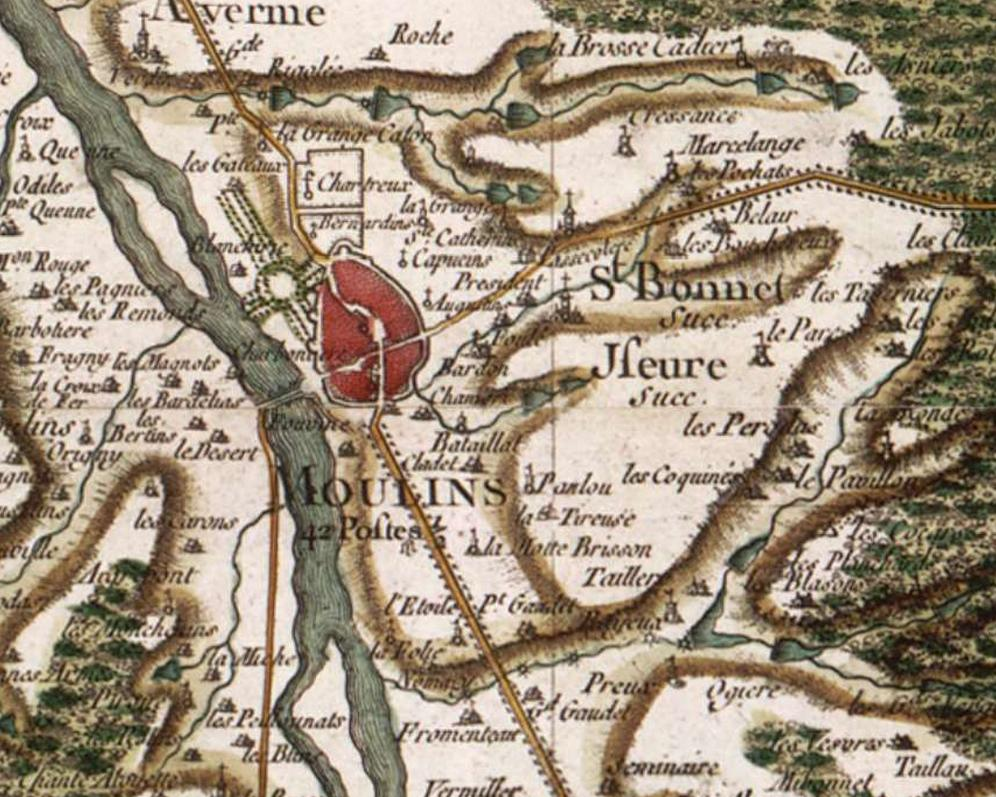
Мулен и мост Режеморта на карте Кассини, 1759 год

В XVIII веке работы по благоустройству города были продолжены, однако самым значительным архитектурным успехом этого столетия в Мулене считается мост, который инженер Луи де Режеморт смог возвести через реку Алье. В Мулене русло Алье относительно узкое, что стало, без сомнения, одной из причин заселения этой местности. Длительное время здесь строились деревянные мосты, которые сносились паводками. В 1499 году герцог Пьер II распорядился соорудить каменный мост в Мулене, но этот проект остался нереализованным. Сдвиг ситуации наметился в 1532 году, когда действительно в Мулене был построен первый каменный мост. Но он был снесён. В 1595 году его восстановили. Но в 1676 году он снова разрушился. Причина заключалась в том, что русло реки, особенно песчанистое в Мулене, не позволяло создать устойчивые основания для моста. Когда мосты разрушались, жители пересекали реку на плоту. Новый мост был построен в 1685 году и уже через 4 года он также разрушился. В начале XVIII века проект следующего моста разработал знаменитый Жюль Ардуэн-Мансар, и он снова обрушился в 1710 году. Сен-Симон в своих Мемуарах описывает как архитектору и королю доложили об этом происшествии. Между тем необходимо отметить, что мемуарист выдумал эту сцену, поскольку Ардуэн-Мансар скончался в 1708 году. В 1750 году Луи де Режеморт, первый инженер по деревянным дамбам и запрудам Луары, взялся за решение этой проблемы и в 1762 году завершил строительство моста, который остался нетронутым до наших дней. Его заставили опубликовать в 1771 году Описание нового каменного моста, сооружённого на реке Алье в Мулене, где он поведал миру, какими способами он преодолел те причины, которые приводили к разрушению всех предыдущих мостов.

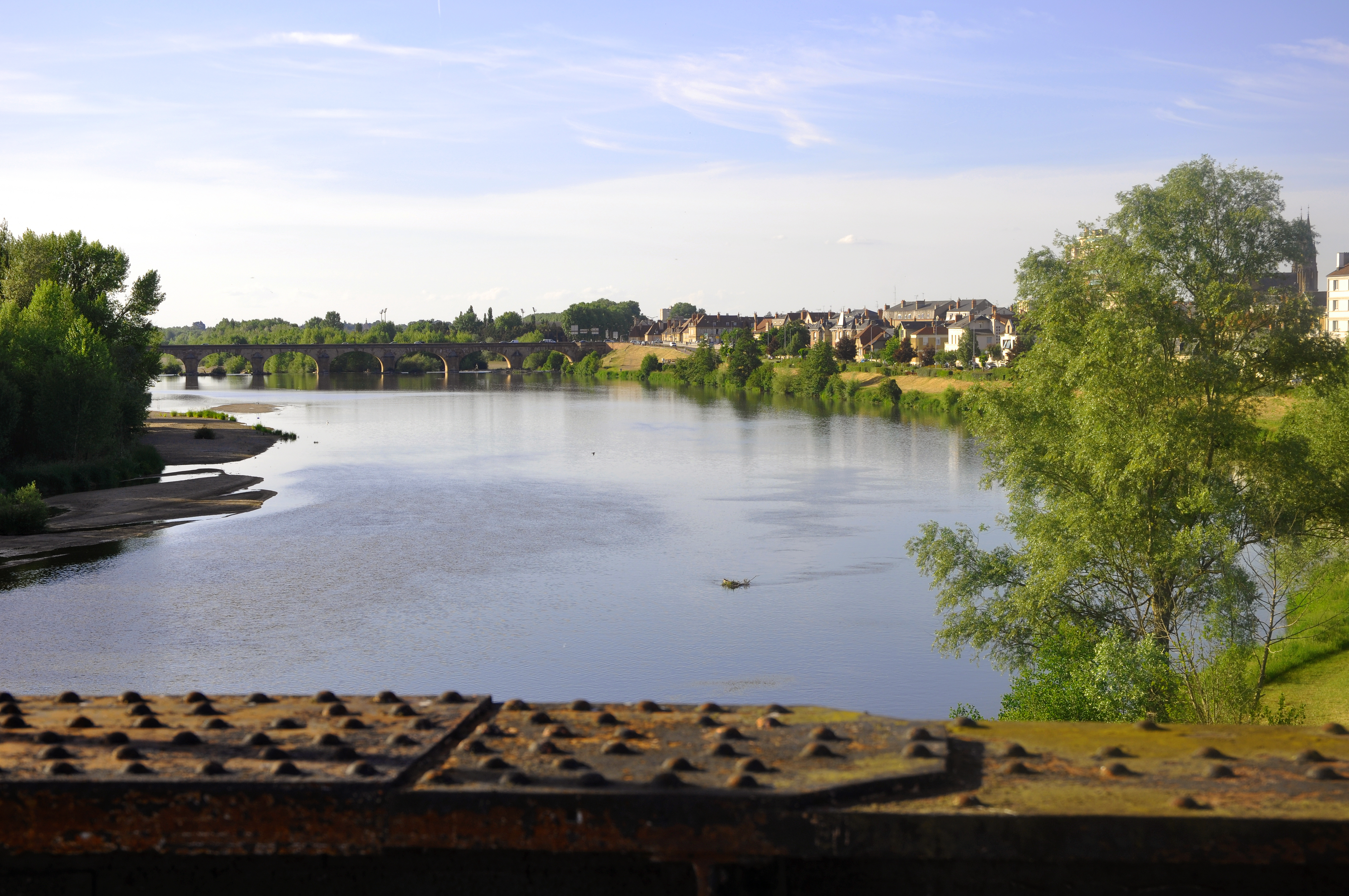
Вид на мост Режеморта с железнодорожного моста

В 1778 году в результате реформ, проведённых Жаком Неккером с целью децентрализации, были образованы провинциальные собрания, задачами которых стали взимание налогов, руководство дорожным строительством и поддержание положительного образа Короля в провинциях. Эти собрания были образованы в первую очередь в провинциях Берри и Верхней Гиени. В Бурбонне провинциальное собрание было учреждено королевской грамотой в 1780 году, но уже в 1781 году было распущено. Собрание было восстановлено в 1788 году. 27 сентября того же года Парижский парламент зарегистрировал эдикт о Созыве Генеральных штатов. Начиная с 16 марта 1789 года три сословия в Мулене избирали своих представителей в Генеральные штаты и составляли для них наказы.

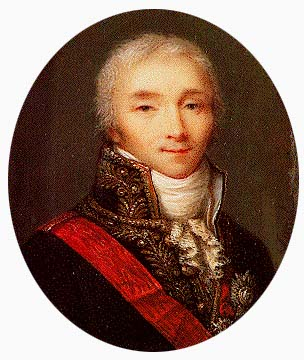
Жозеф Фуше, посланник Конвента

В 1787 году в городе было основано философское общество Общество Мулена. Можно предположить, что распространяемые им идеи призывали бурбонское дворянство и духовенство отказаться от своих привилегий. Это был клуб городской знати. В 1791 году на смену этому обществу пришло Общество друзей Конституции, совмещённое с Клубом якобинцев, куда входили знатные представители буржуазии Мулена, образованные и умеренные в своих взглядах. Общество собиралось, начиная с 1792 года, в церкви Сен-Жан. Наконец, ему на смену пришло Народное общество, членами которого были простые люди. После муниципальных выборов декабря 1792 года во главе города оказались граждане, имевшие более явные республиканские взгляды, и которые начали оказывать сильную поддержку Народному обществу. Таким образом, вскоре в город пришёл революционный террор. С 17 апреля по 1 октября 1793 года, с согласия Генерального совета департамента, префектурой которого Мулен стал в 1790 году, был образован Центральный комитет общественной безопасности. 10 июня 1793 года в Мулене был арестован Жак-Пьер Бриссо, глава партии жирондистов в Национальном конвенте. Гильотина в Мулене была сооружена на площади place Brutus (современная place d’Allier). В сентябре в Мулен прибыл посланник Конвента Жозеф Фуше. Его пребывание в Мулене длилось несколько дней, но имело существенные последствия: при его подстрекательстве была образована революционная армия в Алье, поступившая в распоряжение регионального Комитета спасения, он заменил чиновников, приступил к отъёму средств у «богатых», усилил революционный террор. 31 декабря 1793 года были казнены 32 жителя Мулена, отправленные в Комитет спасения Лиона. На смену Фуше пришёл Ноэль Пуант, бывший народным представителем при департаментах Ньевр, Шер и Алье. Он пытался смягчить порядки, установленные его предшественником..
В период Французской революции в Мулене в соответствии с законом 19 июля 1792 года была основана оружейная мануфактура, в которой был литейный цех по отливке пушек. В городе насчитывалось большое количество колоколен, поскольку в Мулене было множество религиозных учреждений. Эти колокольни были снесены. 26 сентября 1796 года в Мулене была открыта Центральная школа, которая пришла на смену коллежу, основанному иезуитами.

### Новая история
В 1804 году на смену Центральной школе в Мулене был открыт лицей, ставший первым лицеем Франции. Лицей был назван в честь французского поэта, уроженца Мулена, Теодора де Банвиля. Под влиянием Наполеона III городской собор Благовещения был расширен, благодаря сооружению нефа. В то же время была построена церковь Сердца Иисуса. Эта церковь стала первой церковью Франции, посвященной Святейшему Сердцу Иисуса.
В январе 1871 года именно в Мулен сходилась почтовая корреспонденция, адресованная жителям осаждённого Парижа. Отсюда её отправляли в Париж при помощи муленских шаров.
В Мулене ходила в школу Коко Шанель.

## Культура и историческое наследие

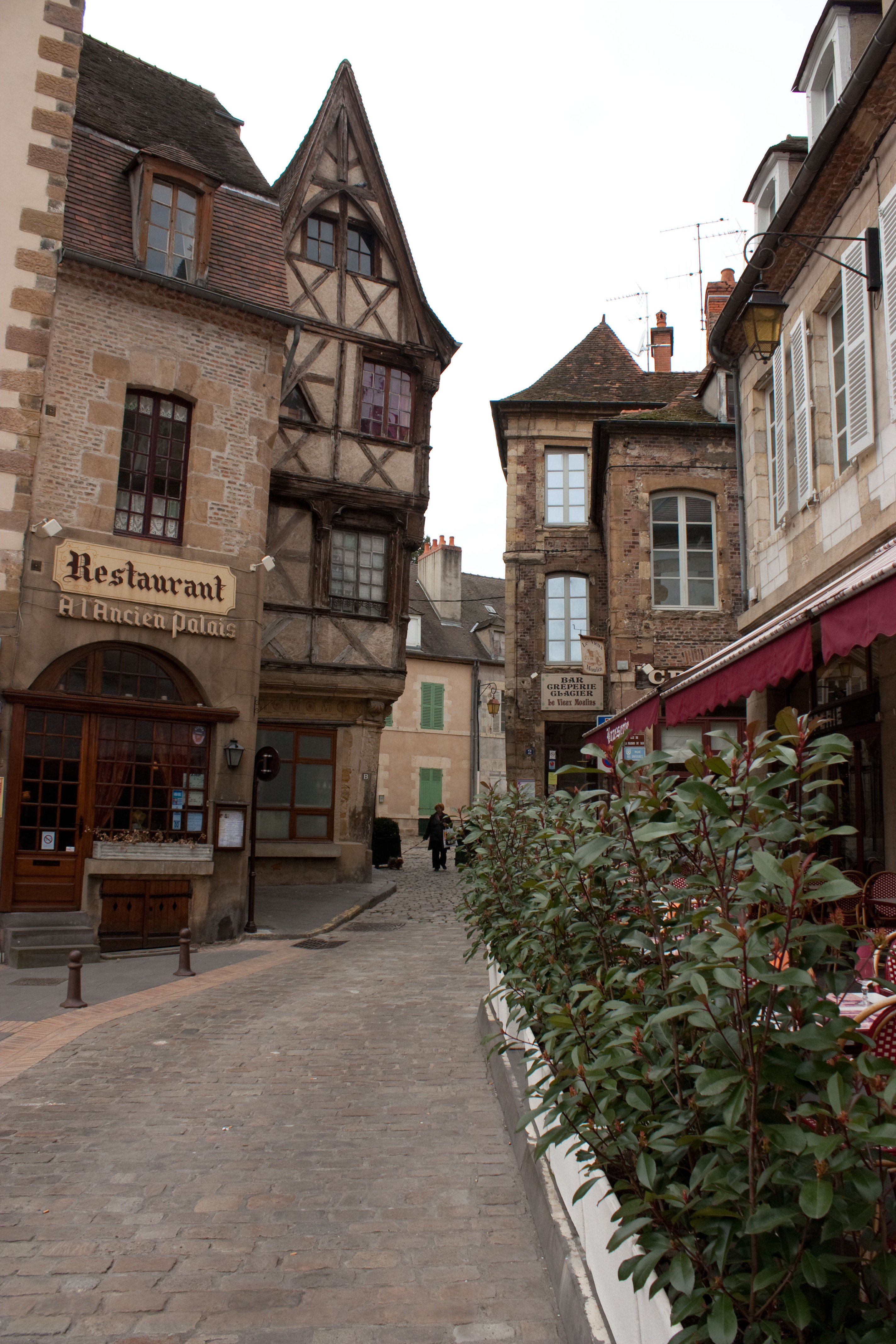
Улица, ведущая к старому замку герцогов

В Мулене очень интересный исторический центр, над которым господствуют высокие колокольни Муленского собора и церкви Сердца Иисуса, часовая башня с медным куполом и жакмарами, принадлежавшая прежнему пансионату Сен-Жиль, большой купол магазина Nouvelles galeries, покрытый шифером и цинком, а также колокольня в стиле пламенеющей готики церкви Святого Петра. Имея смешение стиля различных эпох, с преобладанием средневекового стиля и ренессанса, Мулен начиная с 1997 года классифицирован как французский город искусств и истории.

### Туристические места
- Прогулки по набережным реки Алье
- Площадь place d’Allier
- Сквер

#### Светские памятники
- Часовая башня, ещё известная как «башня жакмар», вместе с целой семьёй автоматических фигурок, звонящих по часам, остаток старой городской стены XV века. Главный колокол, звонящий по часам, имеет внушительный размер: 1,9 метра в диаметре и 2 метра высотой. Изначально колокол датировался 1656 годом и находился под патронажем королевы Анны Австрийской, но после пожара в верхней части башни в 1946 году был заменён точной копией вместе с двумя другими колоколами.
- Сторожевая башня «Mal-Coiffée», след старинного средневекового замка Бурбонских герцогов, бывшая тюрьма, реконструкция которой была завершена в 2007 году.
- Знаковый «Павильон Анны де Божё», один из первых примеров архитектуры эпохи Возрождения во Франции конца XV века. После существенной реставрации, с начала XX века в нём размещены богатые коллекции Муленского музея.
- Дворец правосудия (XVII век), расположенный на route de Paris, является бывшим коллежем иезуитов. Во внутреннем декоре дворца можно найти прекрасную потолочную роспись и элементы оформления в виде тромплея, работы Giovanni Gherardini (1654—1723).
- Старинный крытый рынок XVII века на современной площади place des Vosges.
- Здание городской мэрии, начала XIX века, напротив башни жакмар, с красивой колоннадой и аркадами.
- Внушительное здание в стиле Людовика XIII на площади у башни жакмар, в котором с начала XX века размещается Сберегательная касса.
- Здание муниципального театра в стиле классицизма (примерно 1840 год). Примечателен нижний двор и итальянский зал.
- Лицей Теодора де Банвиля, первый лицей во Франции.
- Брассери Le Grand Café (1899 год), одна из 10 самых красивых брассери Франции эпохи начала XX века, расположена на площади place d’Allier. Её интерьер занесён в список Исторических памятников Франции начиная с 1978 года.
- Американский бар «Bar américain» сумел сохранить великолепную витрину в стиле ар-нуво, датированную 1905 годом ( Записан (1978)).
- Главный фасад и купол здания магазина Nouvelles galeries, со стороны улицы rue d’Allier, в стиле «Бозар» с фаянсовыми мозаиками, датированными 1914 годом.
- Большая колонна с фонтаном на площади place d’Allier (начало XIX века).
- Многочисленные фахверковые дома XV и XVI веков в средневековом квартале у кафедрального собора, а также частные особняки XVII—XIX веков в примыкающих кварталах.
- Дом Мантена, принадлежавший в XIX столетии зажиточному горожанину Мулена, сохранён таким же, каким он был в день смерти своего владельца в 1905 году; перешедший по завещанию в собственность муниципалитета Мулена, с условием открыть его для широкой публики через 100 лет после смерти владельца, он был открыт в 2010 году после проведения значительных реставрационных работ.
- Мост Режеморта, строительство которого было завершено в 1763 году. Имея длину 301,5 метр, он является одним из первых длинных мостов во Франции.
- Железный мост, возведённый в 1858 году, располагается на железнодорожной ветке, соединяющей Монлюсон с Муленом, выше по течению от моста Режеморта. Металлический настил моста имеет длину 252 метра.
- Национальный центр сценического костюма и сценографии, устраивающий роскошные временные экспозиции, раскрывающие тонкости изысканной сценографии, был открыт в 2006 году на месте старинного конного квартала, еще известного как Квартал Виллара (XVIII век), на левом берегу реки Алье.

#### Религиозные памятники

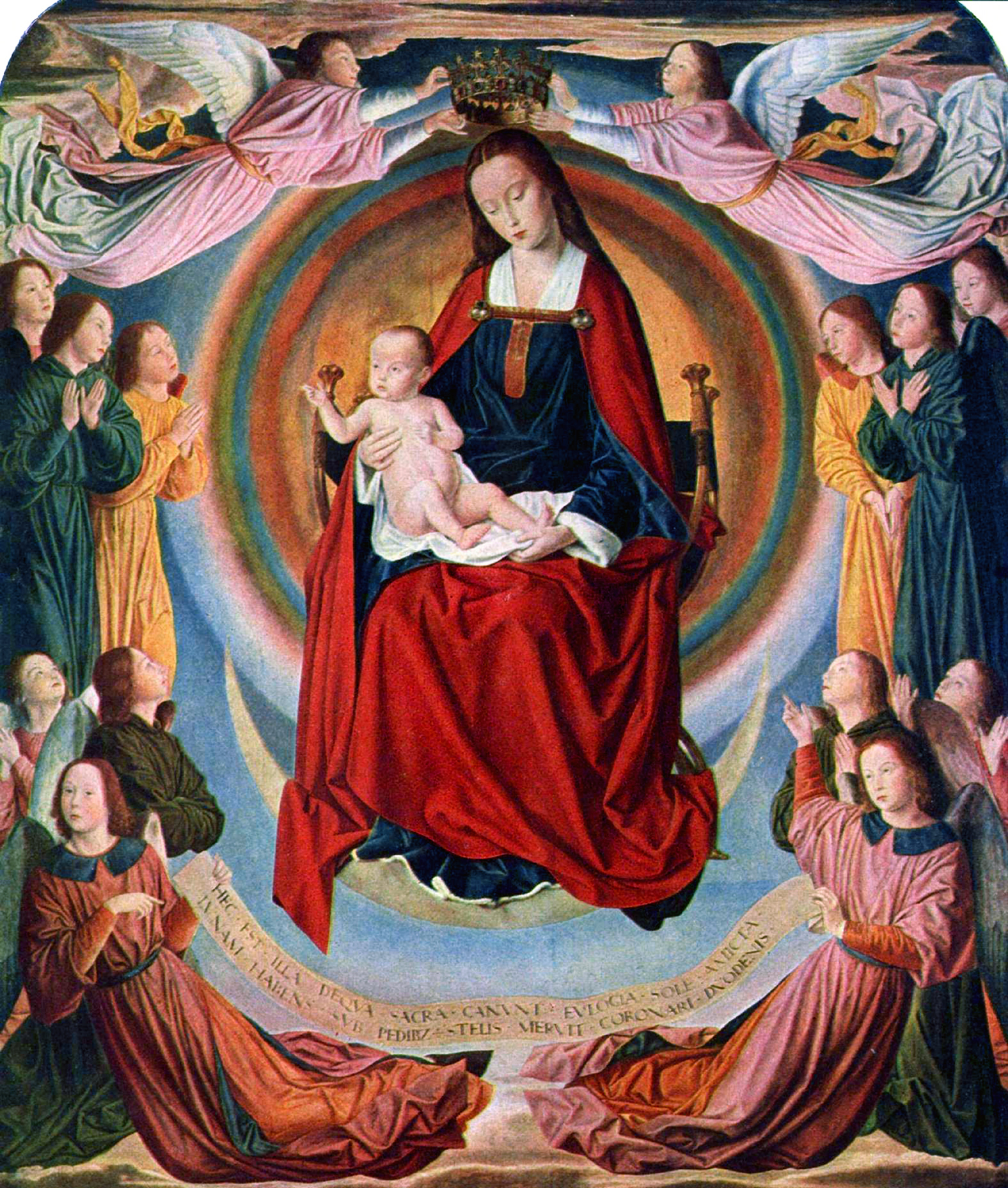
Центральный фрагмент Муленского триптиха

- Муленский собор: Хоры собора в готическом стиле возведены в XV веке (остатки коллегиальной церкви) с использованием жёлтого песчаника, месторождения которого были в соседнем Куландоне, а неф и две башни возведены позже в неоготическом стиле в декоре которых смешаны белый известняк из Шовиньи и чёрный камень из Вольвика. Работы по отделке собора, начатые в 1850-х годах по проектам архитекторов Лассю и Эме Милле, вдохновлённых колокольнями собора в Санлисе, не получилось завершить в срок из-за нехватки финансирования и дефектных материалов. Архитектор, продолживший работы в 1880-х годах, отклонился от первоначального проекта, выровняв кровлю нефа и хоров, изменив материалы. В стенах собора хранится известный триптих муленского мастера. Две башни собора, недавно реставрированные, имеют высоту 82 метра, однако зрительно кажутся гораздо выше, поскольку сам порог собора возвышается на 20 метров над рекой Алье.
- Церковь Сердца Иисуса или «сакре-кёр» считается первой церковью во Франции, посвящённой Сердцу Иисуса. Она была открыта в 1870 году после более чем 20 лет строительства. Как и Муленский собор, эта церковь имеет две стреловидные башни (высота 74 метра), возвышающиеся над площадью place d’Allier.
- Церковь Святого Петра с великолепной колокольней в стиле пламенеющей готики (1901 год); однако сама церковь считается самой старой в городе (XV—XVI век с реконструкцией интерьера в XVII веке).
- Часовня старинной обители монашеского ордена визитанток (около 1650 года). В этом монастыре в 1641 году умерла основательница ордена Жанна де Шанталь, а часовня вплоть до 1998 года была часовней лицея де Банвиля. В часовне находится мавзолей пэра Франции, последнего представителя знаменитого рода Монморанси Генриха II де Монморанси, казнённого за участие в заговоре против кардинала Ришельё на стороне Гастона Орлеанского. Его вдова, ушедшая в этот монастырь в 1637 году, посвятила свою жизнь и состояние муленской обители и сооружению примечательного мавзолея, украшенного скульптурными работами Мишеля Ангье.

### Культурное наследие

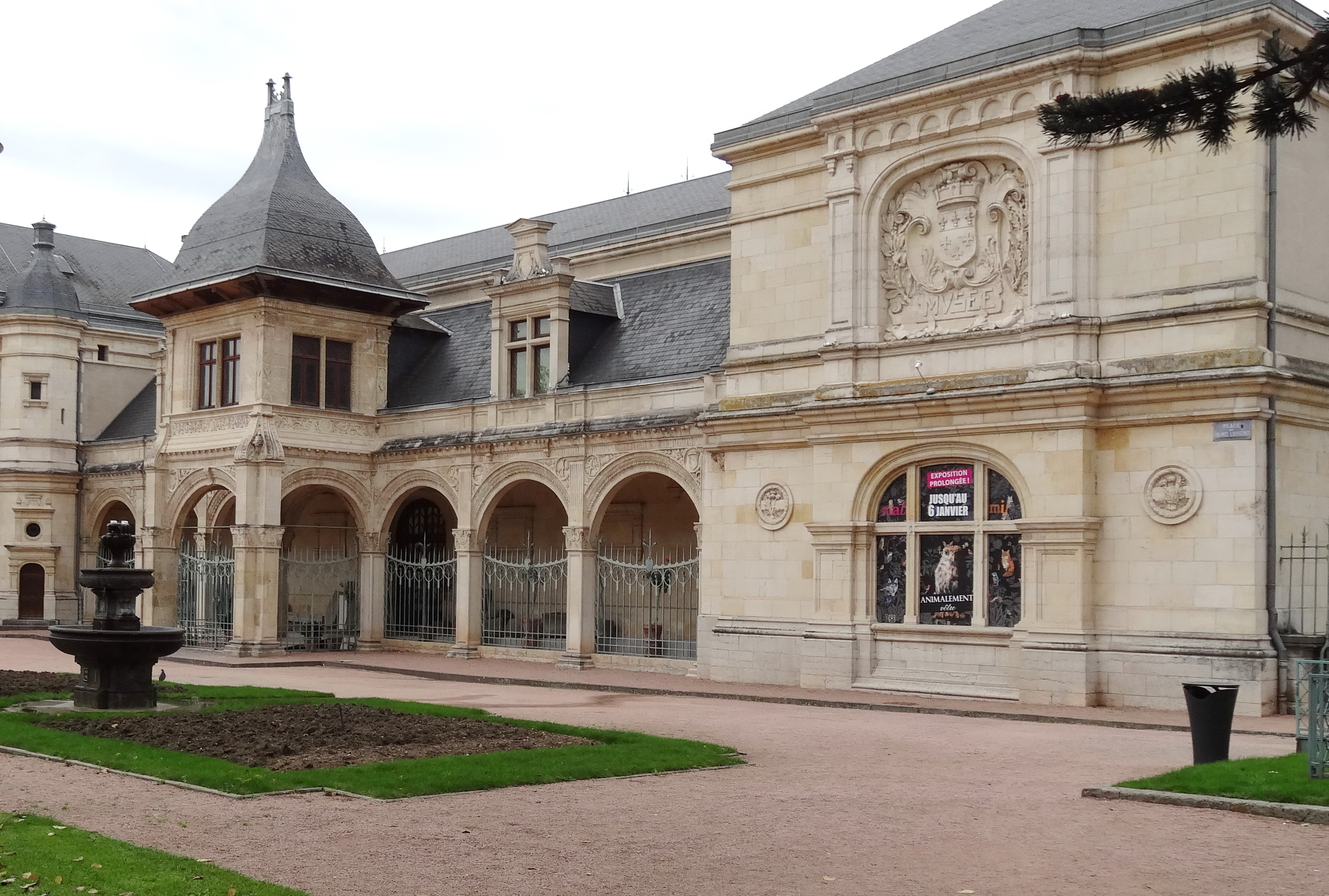
Музей Анны де Божё

- Муниципальный театр, построенный в XIX веке в стиле классицизма.
- Музей Анны де Божё, принадлежащий департаменту Алье и муниципалитету Мулена, с 1910 года располагается в старинном Павильоне Анны де Божё, первом во Франции здании в стиле Возрождения). В музее представлены замечательные коллекции скульптур (XII—XVII веков), полотна германских и фламандских мастеров от Средневековья до Ренессанса, керамические изделия XVI—XVIII веков и большая археологическая экспозиция.
- Музей строительства располагается в стенах старинного дома XVIII века, где в постоянной экспозиции представлены этапы развития технологии строительства: методики, материалы, модели, чертежи, секреты.
- Национальный центр иллюстрирования, открытый в октябре 2005 года, представляет работы иллюстраторов книг для детей и юношества, а также хранение этих произведений. По решению Генерального совета департамента Алье, с 2012 года центр стал Музеем детских иллюстраций[8].
- Национальный центр сценического костюма и сценографии был открыт 1 июля 2006 года. Здесь хранится изысканная коллекция из 10000 сценических костюмов и их аксессуаров, переданных сюда тремя национальными учреждениями — Национальной библиотекой Франции, театром Комеди Франсэз и Государственной парижской оперой.
- Музей Посещения представляет наследие Ордена посещения пресвятой Девы Марии. В коллекции собраны текстильные изделия, уникальные своей необычностью и разнообразностью, изделия из драгоценных металлов, гражданской и религиозной направленности, а также предметы искусства и благочестия, датированные от 1550 года да наших дней. Музей имеет общеевропейский статус.
- Триптих в Муленском кафедральном соборе можно посетить в сопровождении гида. Муленский мастер, чьей идентификации было посвящено множество научных работ, трудился при дворе Бурбонских герцогов. В числе его произведений находится триптих Муленского собора, датированный 1502 годом, сохранившийся до нашего времени в великолепном состоянии. На нём представлена Богоматерь во Славе, в окружении жертвователей, бурбонского герцога Пьера II и его супруги Анны де Божё с дочерью Сюзанной. Этот триптих считается одной из вершин средневекового искусства. Идеально выполненный во фламандском стиле, он стоит в одном ряду с Изенгеймским алтарём или с шедеврами Лувра.